# Effraie orientale
Tyto javanica
Espèce
Statut de conservation UICN

 LC  : Préoccupation mineure
Statut CITES
L’Effraie orientale (Tyto javanica) est une espèce d'oiseaux de la famille des Tytonidae. Elle a récemment été séparée de l'Effraie des clochers (Tyto alba).

## Répartition et sous-espèces
Selon la classification de référence du Congrès ornithologique international (15.1, 2025) elle se répartit en sept sous-espèces (ordre phylogénique) :
- T. j. stertens Hartert, 1929 — Asie du Sud, sud-ouest de la Chine et Indochine ;
- T. j. javanica (J.F.Gmelin, 1788) — péninsule Malaise et Indonésie ;
- T. j. sumbaensis (Hartert, 1897) — Sumba et Savu ;
- T. j. meeki (Rothschild & Hartert, 1907) — Nouvelle-Guinée orientale ;
- T. j. delicatula (Gould, 1837) — de Timor à la Tasmanie et aux îles Samoa ;
- T. j. crassirostris Mayr, 1935 — îles Tanga ;
- T. j. interposita Mayr, 1935 — îles Santa Cruz (Salomon) et Vanuatu.

## Classification
Le nom valide complet (avec auteur) de ce taxon est Tyto javanica (Gmelin], 1788).
L'espèce a été initialement classée dans le genre Strix sous le protonyme Strix javanica J.F.Gmelin, 1788.
Ce taxon porte en français le nom vernaculaire ou normalisé suivant : Effraie orientale.
Tyto javanica a pour synonyme :
- Strix javanica J.F.Gmelin, 1788